# Hippodrome de Solvalla
L'hippodrome de Solvalla se trouve dans le quartier de Bällsta à Stockholm en Suède. 

## Présentation
L'hippodrome a ouvert ses portes en 1927 et est le plus grand site de courses de harnais des pays nordiques.
L'hippodrome peut accueillir 35 000 spectateurs,,.
Il accueille de nombreuses courses hippiques, en particulier des courses de trot. 
Au printemps se déroule la plus réputée d'entre elles, l'Elitloppet,.
Il accueille aussi le Svenskt Travkriterium, l'Oaks de trot suédois, le Jubileumspokalen et le championnat scandinave des voitures de tourisme.

## Galerie

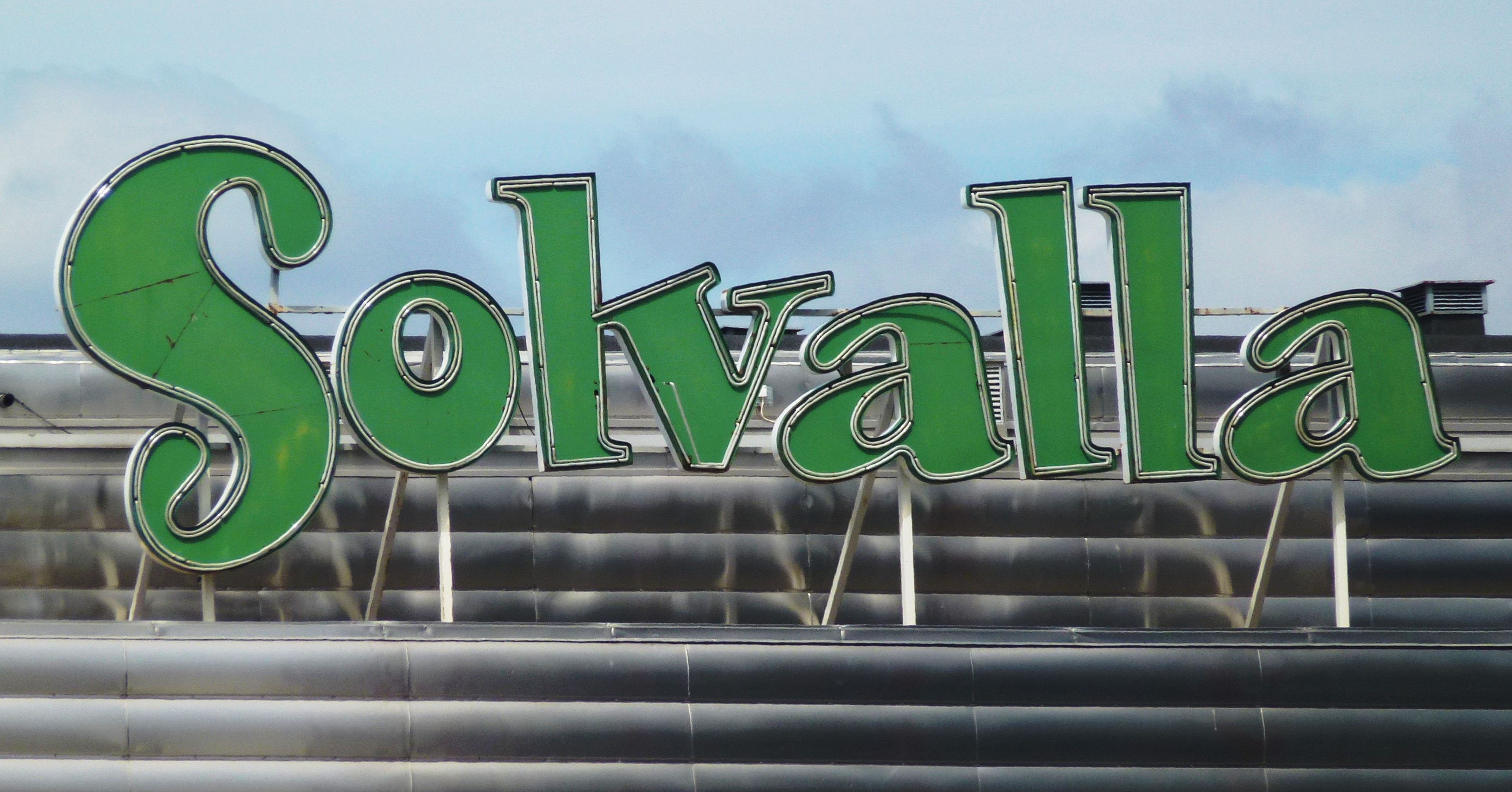
Panneau.
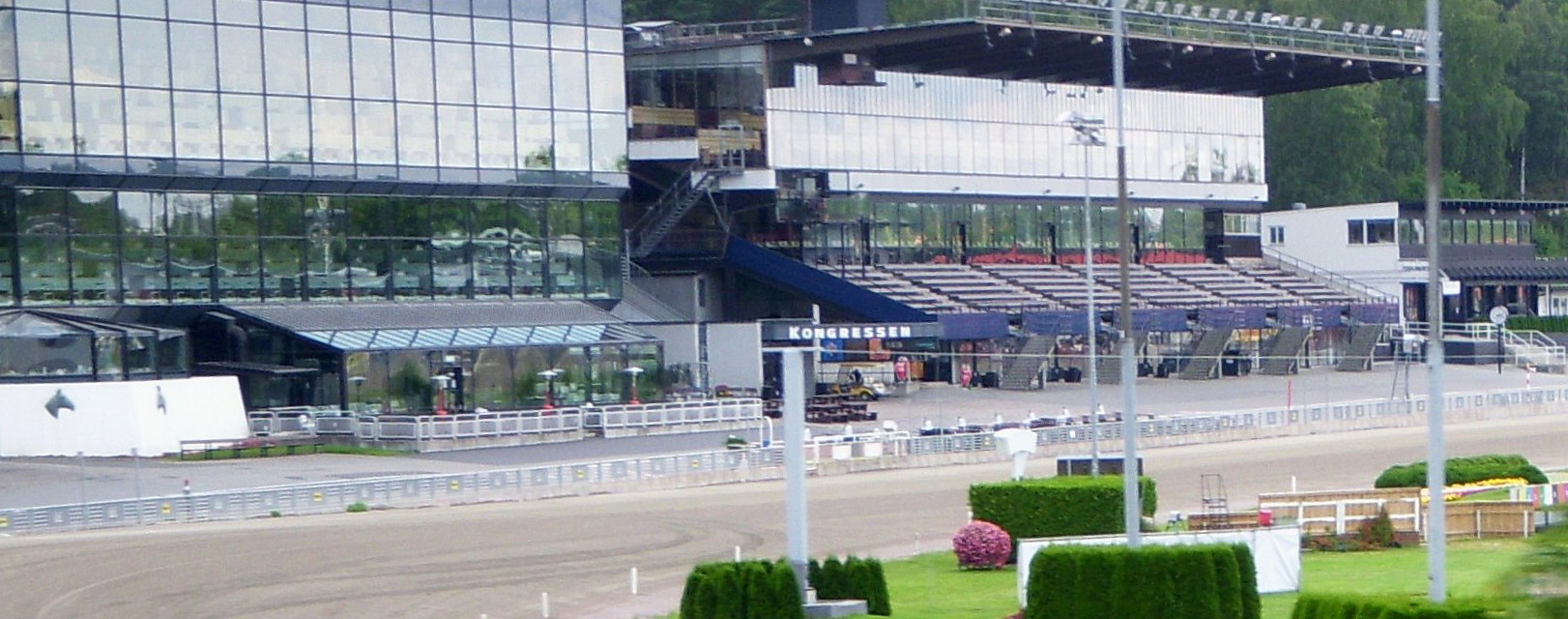
Piste de trot et tribunes de Solvalla.
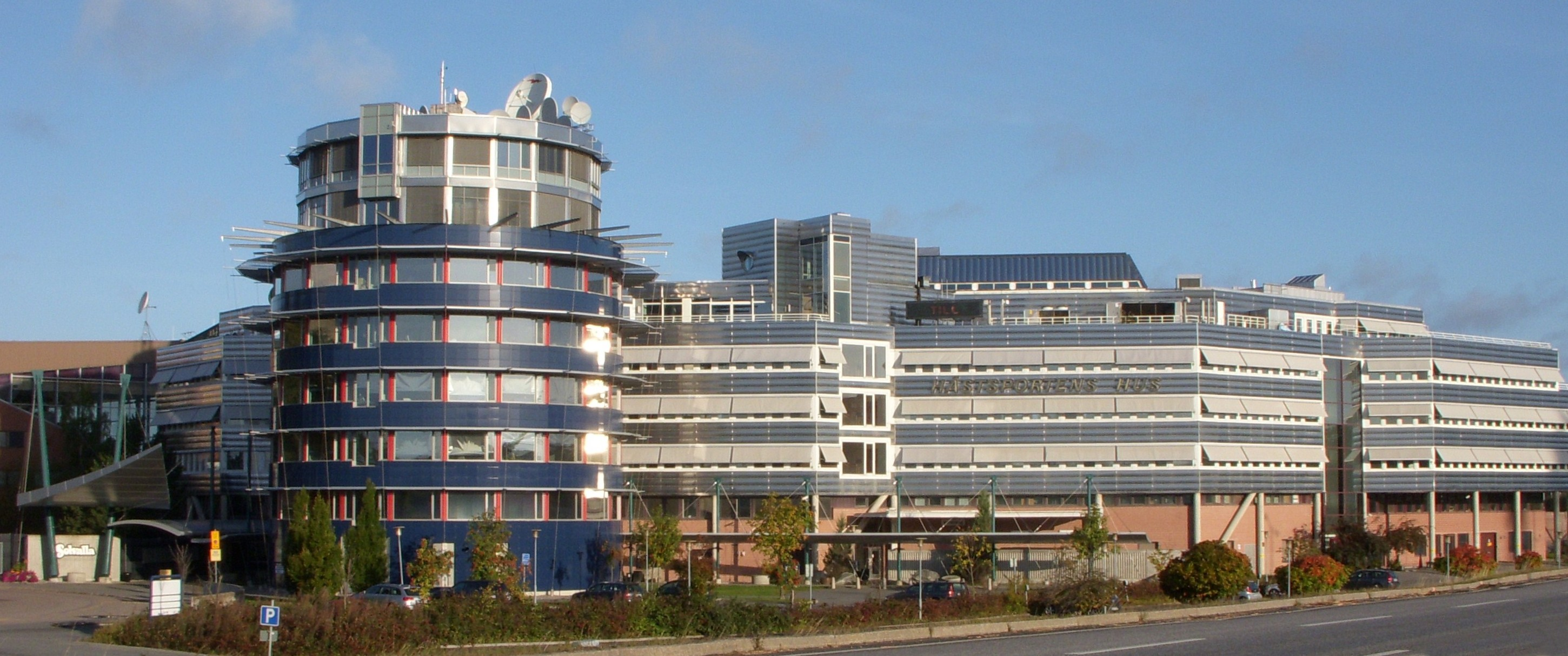
Entrée principale et bâtiment d'Hästsporten.